# Valentino Vermeulen
Valentino Vermeulen (* 20. Juli 2001 in Eindhoven) ist ein niederländischer Fußballspieler, der aktuell beim litauischen Verein FC Džiugas unter Vertrag steht.

## Karriere
Vermeulen begann seine Fußballkarriere im Jahr 2008 in der Jugend des AV Eindhoven. Über weitere unterklassige Jugendvereine fand er 2014 schließlich den Weg in die Jugend von Willem II Tilburg. Drei Jahre später folgte 2017 der Wechsel in die Jugendmannschaft des FC Eindhoven.
Nachdem er zunächst nur in der Jugendmannschaft eingesetzt wurde, obwohl er in den Spielzeiten 2017/18 sowie 2018/19 teilweise auch schon dem Kader der ersten Mannschaft angehörte (ohne Einsatz), absolvierte der damals 18-jährige am 9. August 2019 beim 2:1-Sieg über NEC Nijmegen sein erstes Ligaspiel, wo er die kompletten 90 Minuten auf dem Platz stand. Bis zum Ende der Saison kam er auf 14 Ligaeinsätze, in denen er sowohl als Innenverteidiger, als auch auf beiden Außenverteidigerpositionen eingesetzt wurde. In der darauffolgenden Spielzeit war Vermeulen häufiger in der Startaufstellung zu finden und absolvierte den Großteil dieser Spiele auch über die volle Distanz. Am letzten Spieltag gelang ihm beim 2:2 gegen die Zweitvertretung des FC Utrecht mit dem zwischenzeitlichen 2:0 sein erstes Tor im Profibereich.
In der Saison 2021/22 avancierte er zum absoluten Stammspieler und wurde in der zweiten Saisonhälfte vermehrt als rechter Mittelfeldspieler eingesetzt. Dort machte Vermeulen vor allem als Torvorbereiter auf sich aufmerksam, mit acht Vorlagen war er der zweitbeste Vorlagengeber seiner Mannschaft. Mit dem FC Eindhoven gelang ihm am Ende der Spielzeit ein dritter Platz in der Abschlusstabelle, welcher zur Teilnahme an den Aufstiegsplayoffs für die Eredivisie berechtigte. Dort scheiterte man jedoch im Halbfinale nach Hin- und Rückspiel mit 2:4 an ADO Den Haag.
Am 1. Juni 2022 wurde der ablösefreie Transfer Vermeulens zu Borussia Dortmund II bekannt. Bei den Schwarz-Gelben unterschrieb er einen Vertrag bis Sommer 2025.
Anfang Januar 2023 wechselte er ohne einen einzigen Einsatz für Borussia Dortmund II zurück in die Niederlande und schloss sich seinem ehemaligen Jugendverein Willem II Tilburg in der Eerste Divisie an.